# Bodo Tümmler
Bodo Tümmler   (Toruń, 8 de desembre de 1943) és un atleta alemany, especialista en curses de mig fons, que va competir sota bandera de la República Federal Alemanya durant les dècades de 1960 i 1970.
El 1968 va prendre part en els Jocs Olímpics d'Estiu de Ciutat de Mèxic, on guanyà la medalla de bronze en la cursa dels 1.500 metres del programa d'atletisme. Quatre anys més tard, als Jocs de Múnic, quedà eliminat en semifinals en la mateixa prova.
En el seu palmarès també destaquen dues medalles al Campionat d'Europa d'atletisme de 1966, d'or en els 1.500 metres i de bronze en els 800, rere Manfred Matuschewski i Franz-Josef Kemper. També guanyà dues medalles d'or i una de bronze a les Universíades de 1965 i 1967; així com set campionats nacionals dels 1.500 metres (1965 a 1969 i de 1971 a 1972), i tres en proves de relleus, 4x800 metres i 3x1000 metres. El 1965 guanyà el campionat nacional dels 1.500 metres en pista coberta. Va millorar tres vegades el rècord alemany dels 1.500 metres.

## Millors marques
- 800 metres. 1' 46,3" (1966)
- 1.000 metres. 2' 16,5" (1966)
- 1.500 metres. 3' 36,5" (1968)
- Milla. 3' 53,8"(1968)[9][1]